# Allennes-les-Marais
Allennes-les-Marais è un comune francese di 3 414 abitanti situato nel dipartimento del Nord nella regione dell'Alta Francia.

## Società

### Evoluzione demografica
Abitanti censiti